# Gheorghe Cioară
Gheorghe Cioară (n. 23 februarie 1924, București – d. 31 mai 1993, București) a fost un demnitar comunist român, ministru în diferite guverne în perioada 1953-1985. Gheorghe Cioară a fost deputat în Marea Adunare Națională în sesiunile din perioada 1973 - 1985.

## Biografie
Gheorghe Cioară provine dintr-o familie muncitorească, de români, iar nu de rromi, (cum sunt unele informații false). Tatăl său a fost blănar (făcea căciuli) la fabrica cehoslovacă din București. Și-a făcut studiile liceale la Liceul militar din Cernăuți, apoi la liceul militar de la Craiova. Studiile superioare le-a făcut, începând din 1943, la Politehnica din București (primii trei ani), iar ultimii doi ani de studiu, la Institutul Politehnic din Leningrad (URSS), la facultatea de construcții hidrotehnice. A ieșit inginer cu diplomă în 1947. În noiembrie 1945 a devenit membru al PCR. A fost membru al Comitetului Executiv al CC al PMR, reprezentantul României la CAER, ministru al energiei electrice, președinte al Comitetului de Stat pentru Știință și Tehnologie (1970-1972), al comerțului exterior, prim-secretar al Comitetului municipal PCR-București și primar general al or. București în perioada 1972 - 1975. Apoi a fost vice-prim ministru cu problemele de investiții-construcții. La începutul anilor '80 a fost ambasador la Sofia (Bulgaria). În toată această perioadă a primit mai multe ordine și medalii. A ieșit la pensie în 1986 și a decedat la 31 mai 1993.
El a fost și subiectul unor întâmplări cu haz, rămase în "folclorul" românesc. În 1978 au avut loc mai multe anchete interne și concedieri atunci când a apărut știrea că: Tovarășul Gheorghe Cioară s-a întors în țară pe calea aerului. Realitatea este că nu mai știe nimeni dacă venise de la Moscova, Paris sau Berlin, și dacă știrea a fost în presa scrisă sau la televiziune.
La al XI-lea congres al Partidului Comunist Român, Gheorghe Cioară a propus alegerea pe viață a lui Nicolae Ceaușescu în fruntea partidului.

## Funcții guvernamentale

### Guvernul Gheorghe Gheorghiu-Dej(28 ianuarie 1953 - 4 octombrie 1955)
- Ministrul energiei electrice și industriei electrotehnice (18 mai 1954 - 4 octombrie 1955)

### Guvernul Chivu Stoica(4 octombrie 1955 - 19 martie 1957)
- Ministrul energiei electrice și industriei electrotehnice (4 octombrie 1955 - 19 februarie 1957)

### Guvernul Ion Gh. Maurer(21 august 1965 - 8 decembrie 1967)
- Ministrul comerțului exterior (21 august 1965 - 8 decembrie 1967)

### Guvernul Ion Gh. Maurer(9 decembrie 1967 - 12 martie 1969)
- Ministrul comerțului exterior (9 decembrie 1967 - 12 martie 1969)

### Guvernul Ion Gh. Maurer(13 martie 1969 - 27 februarie 1974)
- Ministrul comerțului exterior (13 martie - 30 aprilie 1969)
- Prim-vicepreședintele Comitetului de Stat al Planificării (cu rang de ministru secretar de stat) (30 aprilie 1969 - 15 mai 1972)
- Președintele Consiliului Național al Cercetării Științifice (cu rang de ministru) (17 septembrie 1970 - 27 februarie 1974)

### Guvernul Manea Mănescu(27 februarie 1974 - 18 martie 1975)
- Președintele Consiliului Național al Cercetării Științifice (cu rang de ministru) (27 februarie 1974 - 18 martie 1975)

### Guvernul Manea Mănescu(18 martie 1975 - 30 martie 1979)
- Viceprim-ministru al Guvernului (16 iunie 1976 - 30 ianuarie 1979)
- Ministrul construcțiilor industriale ad-interim (21 noiembrie 1977 - 7 martie 1978)
- Ministrul construcțiilor industriale (7 martie 1978 - 30 ianuarie 1979)
- Ministrul energiei electrice (30 ianuarie - 30 martie 1979)

### Guvernul Ilie Verdeț(30 martie 1979 - 29 martie 1980)
- Ministrul energiei electrice (30 martie 1979 - 29 martie 1980)

### Guvernul Ilie Verdeț(29 martie 1980 - 20 mai 1982)
- Ministrul energiei electrice (29 martie 1980 - 26 martie 1981)
- Ministru secretar de stat la Consiliul Național pentru Știință și Tehnologie (26 martie 1981 - 20 mai 1982)

### Guvernul Constantin Dăscălescu(21 mai 1982 - 28 martie 1985)
- Ministru secretar de stat la Consiliul Național pentru Știință și Tehnologie (21 mai 1982 - 19 mai 1983)

## Funcții locale
- Primar general al Bucureștiului (24 aprilie 1972 - 19 iunie 1976)

## Decorații
- Ordinul Muncii clasa a III-a (21 august 1954) „pentru merite deosebite pe tărîmul construcției de stat, economice, sociale și culturale, cu ocazia celei de a zecea aniversări a eliberării patriei noastre”[4]
- Medalia „40 de ani de la înființarea Partidului Comunist din Romînia” (6 mai 1961) „pentru merite în activitatea de partid și întărirea regimului democrat-popular”[5]
- Ordinul Muncii clasa I (18 august 1964) „pentru merite deosebite în opera de construire a socialismului, cu prilejul celei de a XX-a aniversări a eliberării patriei”[6]
- Ordinul „Tudor Vladimirescu” clasa a III-a (30 aprilie 1966) „cu prilejul celei de-a 45-a aniversări de la înființarea Partidului Partidului Comunist din România, pentru merite deosebite în opera de construire a socialismului”[7]
- Ordinul „Steaua Republicii Socialiste România” clasa a II-a (4 mai 1971) „cu prilejul aniversării a 50 de ani de la constituirea Partidului Comunist Român, [...] pentru merite deosebite în opera de construire a socialismului”[8]
- Medalia „25 de ani de la proclamarea Republicii” (26 decembrie 1972) „pentru merite deosebite în opera de construire a socialismului, cu prilejul aniversării a 25 de ani de la proclamarea Republicii”[9]
- Ordinul „Apărarea Patriei” clasa a II-a (7 mai 1981) „pentru rezultatele obținute în îndeplinirea cincinalului 1976–1980, pentru contribuția deosebită adusă la înfăptuirea politicii Partidului Comunist Român de făurire a societății socialiste multilateral dezvoltate în patria noastră, cu prilejul aniversării a 60 de ani de la făurirea Partidului Comunist Român”[10]

## Vezi și
- Lista primarilor Bucureștiului